# Kaunergrat

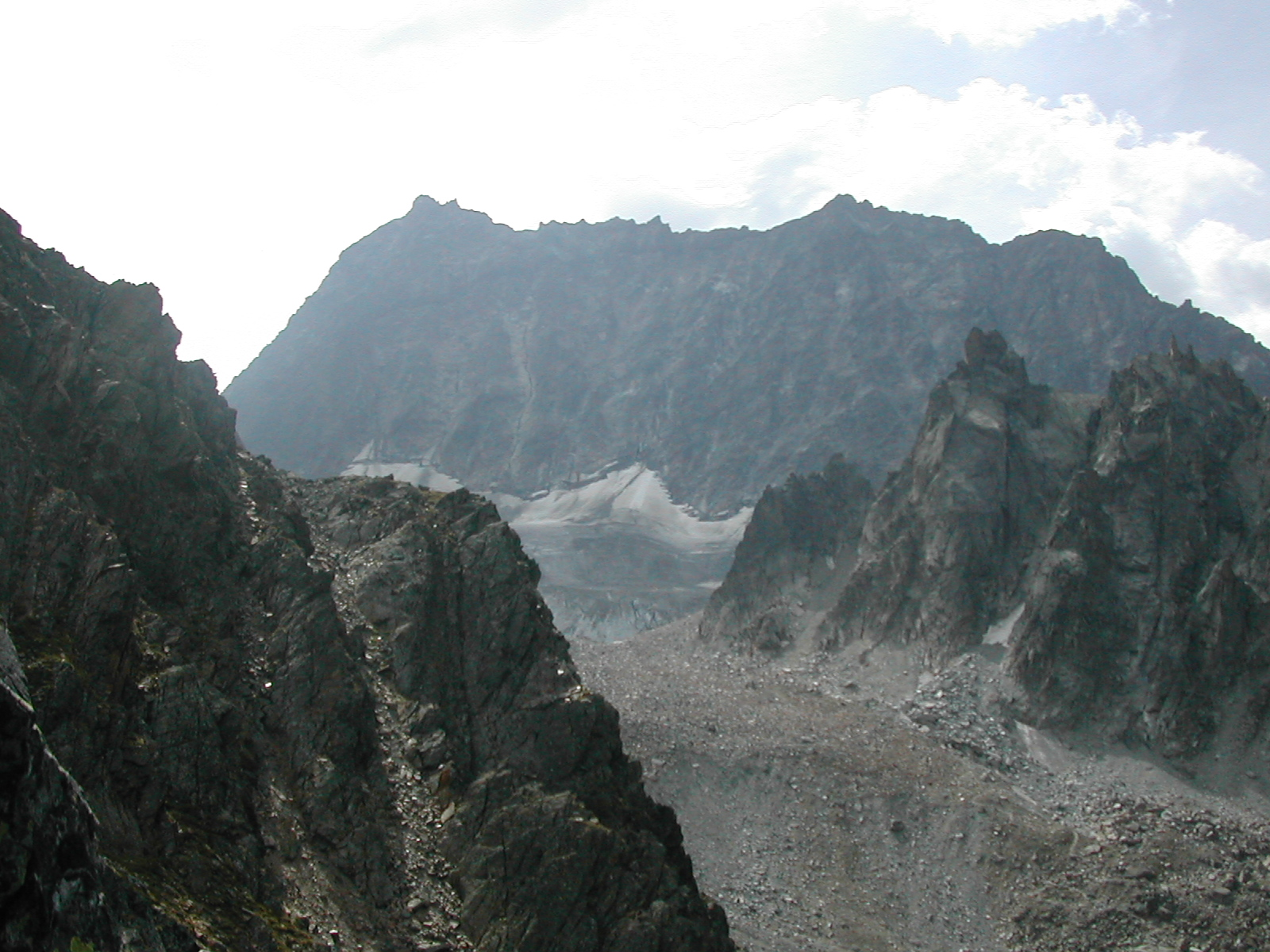
Blik op de Watzespitze

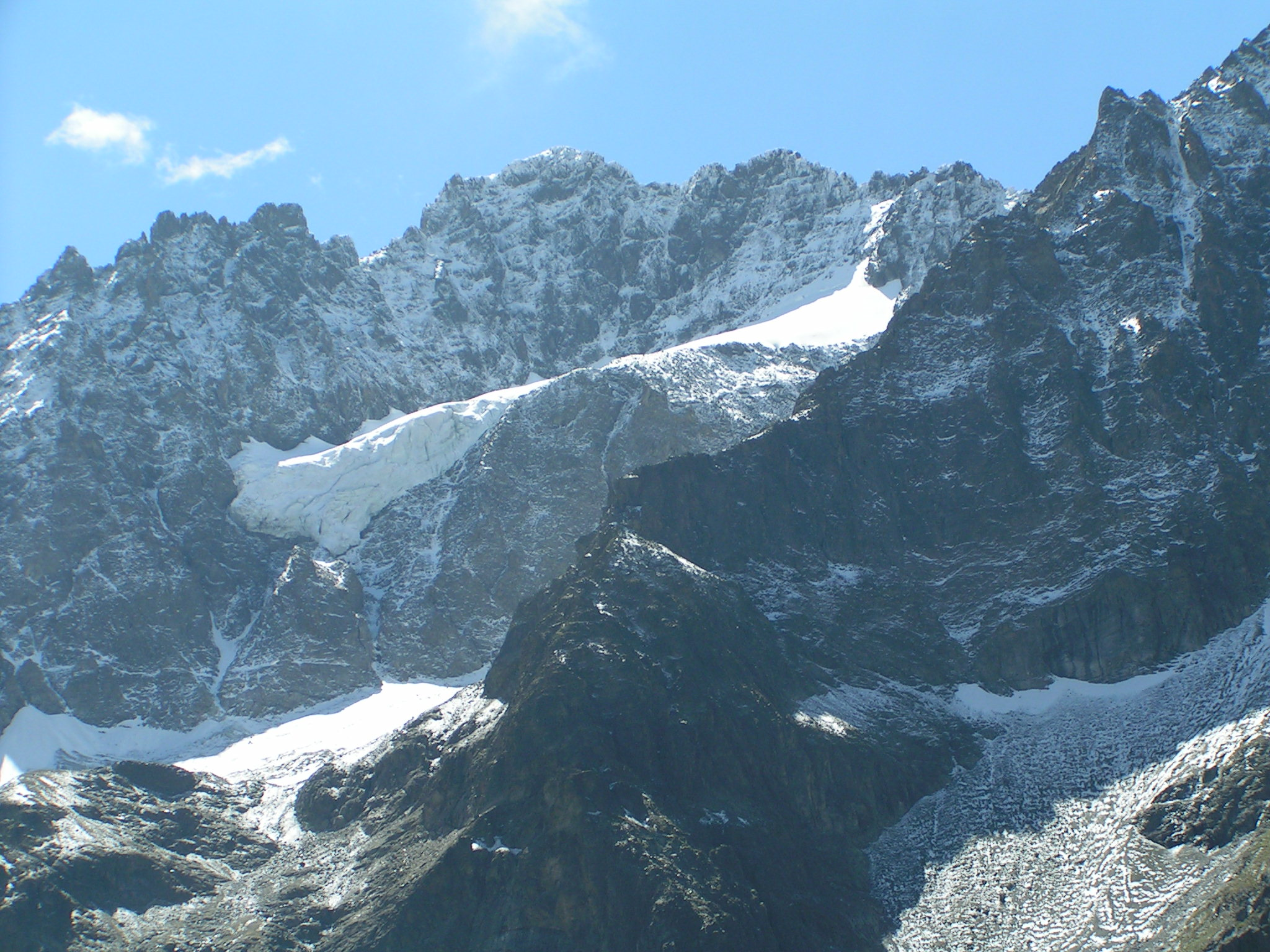
Blik op de Verpeilferner

De Kaunergrat is een zijketen aan de noordzijde van de Ötztaler Alpen in Tirol. De hoogste top is de Watzespitze (3533 meter). Andere bekende hoge bergtoppen zijn onder andere de Verpeilspitze (3425 m) en de Rofelewand (3353 m).
De Kaunergrat wordt begrensd door het Oberinntal in het noorden. Het Kaunertal in het westen scheidt de Kaunergrat van de Glockturmkam, het Pitztal in het oosten scheidt de keten van de Geigenkam. In het zuiden grenst de Kaunergrat aan de Weißkam.
Sinds 1999 behoort het zuidelijke deel van de Kaunergrat tot het Natuurpark Kaunergrat, dat zich uitstrekt over de gemeentegebieden van de gemeenten Arzl im Pitztal, Wenns, Jerzens, Fließ, Faggen, Kaunerberg, Kauns, Kaunertal en St. Leonhard im Pitztal.

## Bergtoppen
In de Kaunergrat ligt een groot aantal bergtoppen met een hoogte boven de 2000 meter:
| - Watzespitze, 3533 m - Bliggspitze, 3453 m - Vordere Ölgrubenspitze, 3452 m - Verpeilspitze, 3423 m - Rostizkogel, 3394 m - Ölgrubenkopf, 3392 m - Eiskastenspitze, 3371 m - Schwabenkopf, 3378 m - Seekogel, 3357 m - Rofelewand, 3353 m - Löcherkogel, 3324 m - Hinterer Eiskastenkopf, 3299 m - Hintere Ölgrubenspitze, 3295 m - Nördlicher Hapmeskopf, 3289 m - Gsallkopf, 3277 m - Mittlerer Eiskastenkopf, 3259 m - K2, 3253 m - Südlicher Hapmeskopf, 3237 m - Wurmtaler Kopf, 3225 m - Seekarlesschneid, 3207 m - Totenkarköpfl, 3193 m - Östlicher Sonnenkogel, 3163 m - Mittlerer Sonnenkogel, 3130 m - Gamezkogel, 3126 m - Wannetspitze, 3100 m - Parstleswand, 3096 m - Vorderer Eiskastenkopf, 3086 m - Großer Dristkogel, 3058 m - Hochrinnegg, 3058 m - Hoher Kogel, 3047 m - Brehnkogel (ook: Hoher Radlstein), 3025 m - Westlicher Sonnenkogel, 3008 m - Grubenkarspitze, 3000 m - Schalwand (of Schwarzwand), 2941 m - Kleiner Dristkogel, 2934 m - Watzekopf, 2918 m - Peischkopfl, 2913 m - Mittlerer Stupfarri (ook: Neuberg), 2911 m - Steinmannle, 2898 m - Äusserer Bliggkopf, 2897 m - Hinterer Stupfarri, 2895 m - Zuragkogel, 2895 m - Schneidiges Wandle, 2892 m - Äusserer Ölgrubenkopf, 2887 m - Schweikert, 2879 m - Geilkopf, 2874 m - Rostizscharte, 2874 m - Vorderer Stupfarri, 2874 m - Gallrutt-Stangenkogel, 2870 m - Innerer Bliggkopf, 2865 m - Hinterer Ölgrubenkopf, 2855 m - Wallfahrtsköpfl, 2850 m - Grubengrat, 2839 m - Falkauner Köpfle, 2834 m - Verpeiljoch (ook Naururer Jöchl), 2825 m - Mittlerer Madatschturm, 2831 m - Östlicher Madatschturm, 2831 m - Südlicher Ölgrubenkopf, 2825 m - Hintere Köpfle, 2820 m - Stupfarriköpfle, 2808 m - Saxuirer Feuerkogel, 2807 m - Aherkogel, 2803 m - Hohe Aifnerspitze, 2779 m - Madatschkopf, 2778 m - Westlicher Madatschturm, 2777 m - Geilstange, 2754 m - Parstleskogel, 2740 m - Vordere Köpfle, 2739 m - Pfeifensteinschneide, 2706 m - Stange, 2705 m - Brühkopf (ook: Unterer Muttler), 2704 m - Weisser Kogel, 2682 m - Brandkogel, 2676 m - Rötkopf, 2675 m - Türele, 2677 m - Hochschaltergrat, 2636 m - Steinkogel, 2632 m - Stallkogel, 2605 m - Kreuzjöch, 2589 m - Seekopf, 2583 m - Seirlöcherkogel, 2557 m - Aifner Spitze, 2558 m - Mooskopf, 2532 m - Halsl, 2523 m - Schild, 2517 m - Venet (ook: Venetberg), 2513 m - Wannejöchl, 2497 m - Kreuzjoch, 2464 m - Kitzmörder, 2435 m - Hochwaidkopf, 2415 m - Gietkögele, 2413 m - Muttenkopf, 2344 m - Rappenkopf, 2320 m - Roßkopf, 2305 m - Krahberg, 2208 m - Goglesalpe, 2017 m |

## Berghutten
In de Kaunergrat liggen de volgende berghutten:
- Kaunergrathütte, 2817 m
- Taschachhaus, 2434 m
- Rifflseehütte, 2293 m
- Verpeilhütte, 2025 m
- Gepatschhaus, 1928 m